# イスマイリアの戦い
イスマイリアの戦い（イスマイリアのたたかい、阿: معركة الإسماعيلية、英: Battle of Ismailia）は、ヨム・キプール戦争（第四次中東戦争）の末期において、エジプト軍とイスラエル国防軍（英: IDF: Israel Defense Forces）の間で、1973年10月18日から10月22日にかけて、エジプトのスエズ運河西岸にあるイスマイリア市の南方で行われた戦闘である。
戦闘自体は、IDFによる、さらに大規模な「アビレイ・レブ」作戦の一環として、イスマイリアを占領し、それによりスエズ運河対岸のエジプト第2野戦軍の大半に対する兵站・補給線を断ち切るという試みの間に起きたものであった。
グレートビター湖の北端で運河西部に新しく築いた橋頭堡から突出して、IDFはデベルゾアルからイスマイリアに向けた攻勢を開始した。エジプト軍空挺部隊とコマンド部隊が連合する戦力は足止めの戦闘を行い、IDFの歩兵・機甲部隊からの増大する圧力の中で、さらに北方の防衛拠点へと退いた。10月22日には、彼らはイスマイリア運河に沿った各拠点を含む最終防衛線に詰めていた。数において劣りながらも、彼らは市を占拠しようとするイスラエル軍の最終的な奮闘を撃退した。次いで国際連合による停戦が課され、戦闘を終了させた。
エジプト軍はスエズ運河東岸の自軍の大規模戦力に対する包囲を止めさせ、補給線を開いたまま確保して、イスマイリア防衛に関して戦術的・戦略的な勝利を挙げた。

## 背景

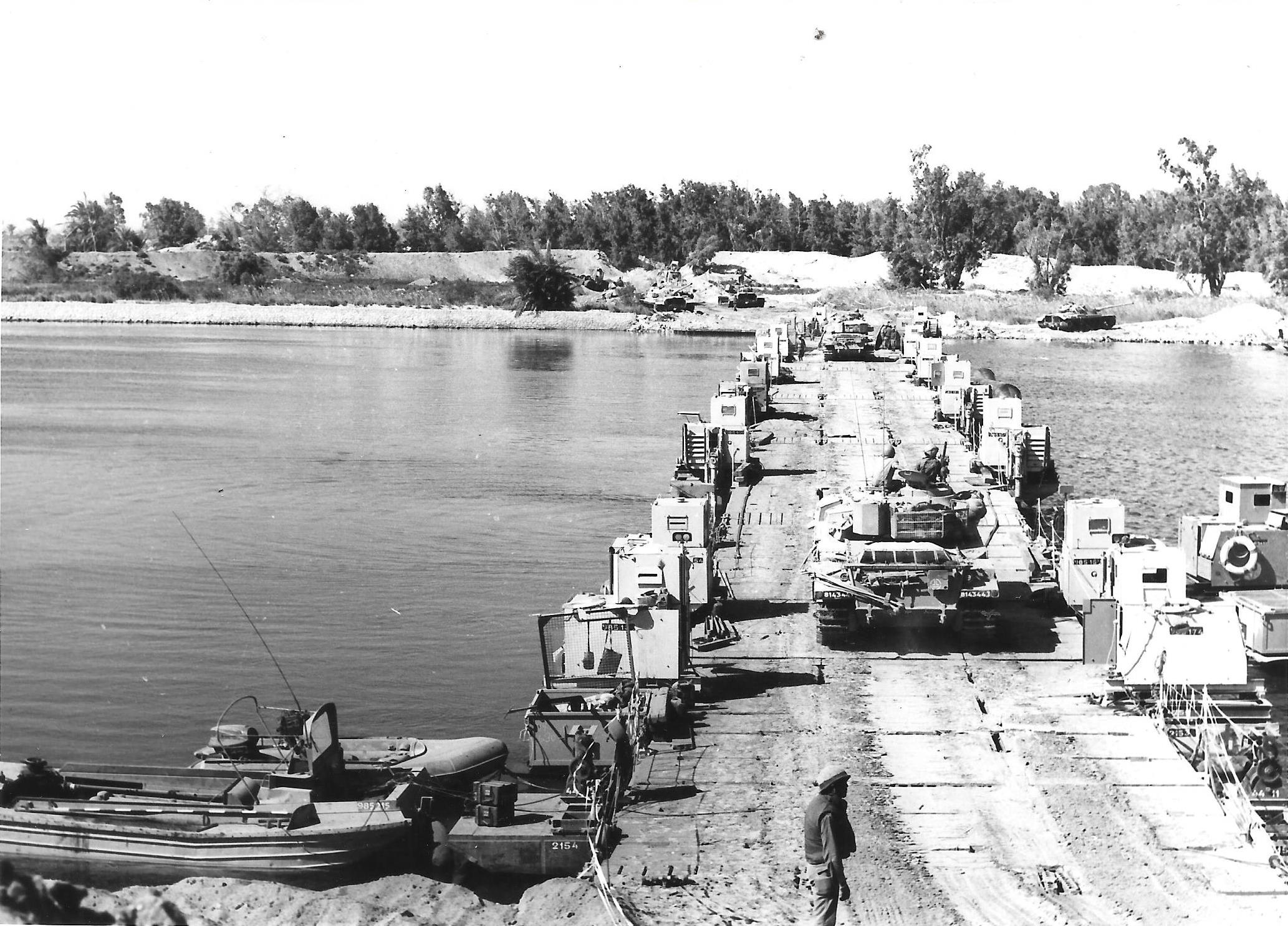
スエズ運河上の浮き橋を、イスラエル軍戦車が渡る。（1973年）

1973年10月6日、エジプトは「バドル」作戦を発動し、ヨム・キプール戦争の始まりとなった。スエズ運河を渡り、イスラエルが占領するシナイ半島の東岸に橋頭堡を築くことに成功し、イスラエルの予備兵力による反撃は不成功に終わった。10月10日には、前線における戦闘は小康状態となっていた。エジプトのアンワル・サダト大統領は、戦略上重要なシナイ半島の山岳経路を占拠するための攻勢に向けて、配下の上級指揮官連がそのような攻勢に抗議し反対を唱えたにも関わらず命令を下した。サダトはイスラエル軍の圧力をシリア軍から逸らすことを望んでいた。10月14日の攻勢は計画において拙劣、実行において拙劣であり、何らの目標も達成しないままにエジプト軍が大損害を喫して終わった。
エジプト軍の攻勢の失敗はイスラエル軍に主導権をもたらして、エジプトの2軍の間で運河を渡り、東岸のエジプト軍部隊を包囲してその補給線を断つことを狙った「アビレイ・レブ」作戦が、直ちに発動となった。楽観的な計画の下で作戦は順調に始まったものの、すぐに問題に行き当たった。予想外に確固とした防衛エジプト軍の抵抗に遭遇し、運河に至る回廊を形成するにあたってイスラエル軍は困難に直面し、それが「中国農場の戦い」として知られることになった。数日間の激戦の後に彼らは運河に至る道路の確保に成功し、10月18日にはグレートビター湖の北端にあるデベルゾアルで2本の橋を架けた。翌日には運河を渡るイスラエル軍の3個機甲師団があった。2個師団は南へ向けてスエズ市を目指し、一方でアリエル・シャロン少将配下の第143機甲師団は運河を越えたエジプト第2野戦軍の3個師団に対する補給路の寸断を意図し、イスマイリアを占拠するため北へ向かった。

## 序章

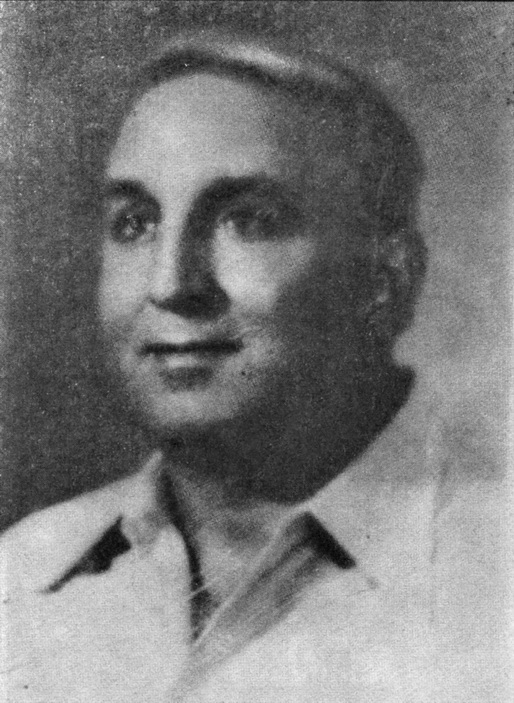
エジプト軍第182空挺旅団の指揮官、イスマイル・アズミイ大佐。

運河の西岸には高さ30メートル（98フィート）に及ぶ幾つかの塁壁の列が沿っており、エジプト軍は「拠点」と考えていた。これらは当戦争の初期の日々に、エジプト軍部隊が東岸のイスラエル軍へ直接攻撃を加えらえるようにするため利用された。グレートビター湖とイスマイリア運河の間には、5か所の防衛拠点が北から南へ展開していた。デベルゾアルの揚水施設、そしてセラベウム、トウスカン、ヘネイダック、ジェベル・マリアムの各村落であった。地域は主として農耕地帯であり、水路や灌漑用の溝が横切っていたものの、重大な障害とはならなかった。いくつかの村落と無数の農場、特にマンゴーやオレンジの果樹園があった。葉生えの稠密さが車両には適さない地勢を形成していた。イスラエル軍はそこを「ジャングル」あるいは「ベトナム」と呼んだ。スエズ運河の西側を並行してスイートウォーター運河が流れており、運河地域とその各市の住民に淡水を供給していた。カイロ近傍のナイル川からイスマイリアのティムサーハ湖へと東方に流れる、イスマイリア運河から分岐したものであった。イスマイリア運河を渡る4か所の橋があった。第1がイスマイリアのアブ・ガムス橋であった。片方は鉄道用でもう片方は車両用である2本の橋が、イスマイリアの西部郊外にあるナフィシャ村落に位置した。さらに西には、呼ばれていたところの上流橋（Upper Bridge）があった。イスラエル軍の手に落ちた場合に破壊するため、工兵が各橋へ爆発物を設置していた。第2軍の予備兵力は第10・第118機械化歩兵旅団を含むもので、後者はイスマイリア運河の北側の岸で一連の要塞化された防衛線を占めていた。

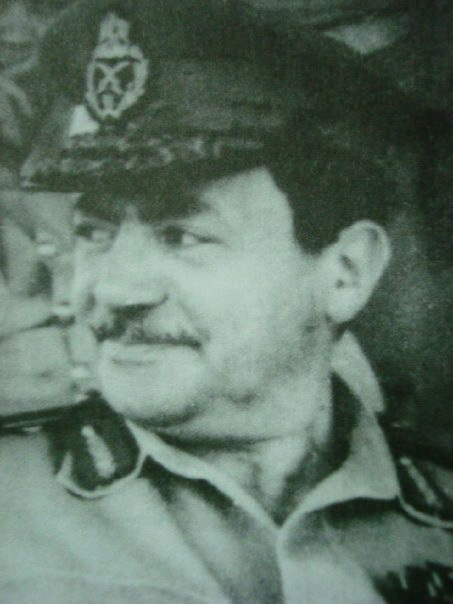
エジプト第2軍の司令官、アブドゥル・ムネイム・カリル准将。

第182空挺旅団は第81・第85・第89の各空挺大隊（それぞれが3個中隊で構成されていた）がイスマイル・アズミイ大佐の指揮下で、イスラエル軍の攻勢に対してイスマイリア南部の区域を防衛する責に任ぜられていた。アズミイは10月17日の真夜中に、配下旅団の大半とともにナフィシャへ到着し、そこで第2軍の司令官アブドゥル・ムネイム・カリル准将から説明を受けた。カリルは西岸の各拠点を、防塁が東岸のエジプト軍部隊への支援砲撃を提供するため利用しうることから、空挺部隊が確保すべき目標として示した。空挺部隊はまたセラベウムと、その地でスイートウォーター運河に掛けられている各橋をも確保することとされた。
アテフ・モンシフ中佐が指揮する第85空挺大隊は、デベルゾアルに対する最近の反攻に参加していた。特定の区域で突破を果たし、デベルゾアルの滑走路の一部を占拠すらしたものの、空挺部隊と援護の機甲戦力は数において大きく劣り、反攻は失敗した。大隊はおよそ100名の戦死・行方不明・戦傷者を出し、そして10月18日の夜明けには再編成のため、インシャス軍用基地へと後退していた。当地域の他のエジプト軍戦力は、コマンド部隊である第129サーカ（「稲妻」）部隊配下の第73大隊のみであった。サーカ部隊はセラベウムやデベルゾアル、そして近隣のアブ・スルタンの軍事基地でも激戦に従事してきていた。10月17日の暮れには、当大隊の2個小隊がデベルゾアルの近隣から北方へ撤退し、セラベウムを防衛するように命令されていた。
10月18日、運河を渡るシャロンの師団はダニー・マット大佐指揮下の第247空挺旅団と、ハイム・エレツ大佐指揮下の機甲旅団を含むものであった。イスラエル軍の橋頭堡を北方へ拡大することを望んだシャロンは第3の部隊、アムノン・レシェフ大佐指揮下の機甲旅団を西岸へ渡河させる許可を得て、10月19日にそのように実行した。空挺部隊と一部の機甲部隊は10月16日以降、ほとんど抵抗に遭わずにイスラエル軍の橋頭堡を保持しており、一方でレシェフの旅団はイスラエル軍の増援による交替を受けるまで、「中国農場」での激戦に従事してきていた。

## 戦闘

### 第1日（1973年10月18日）

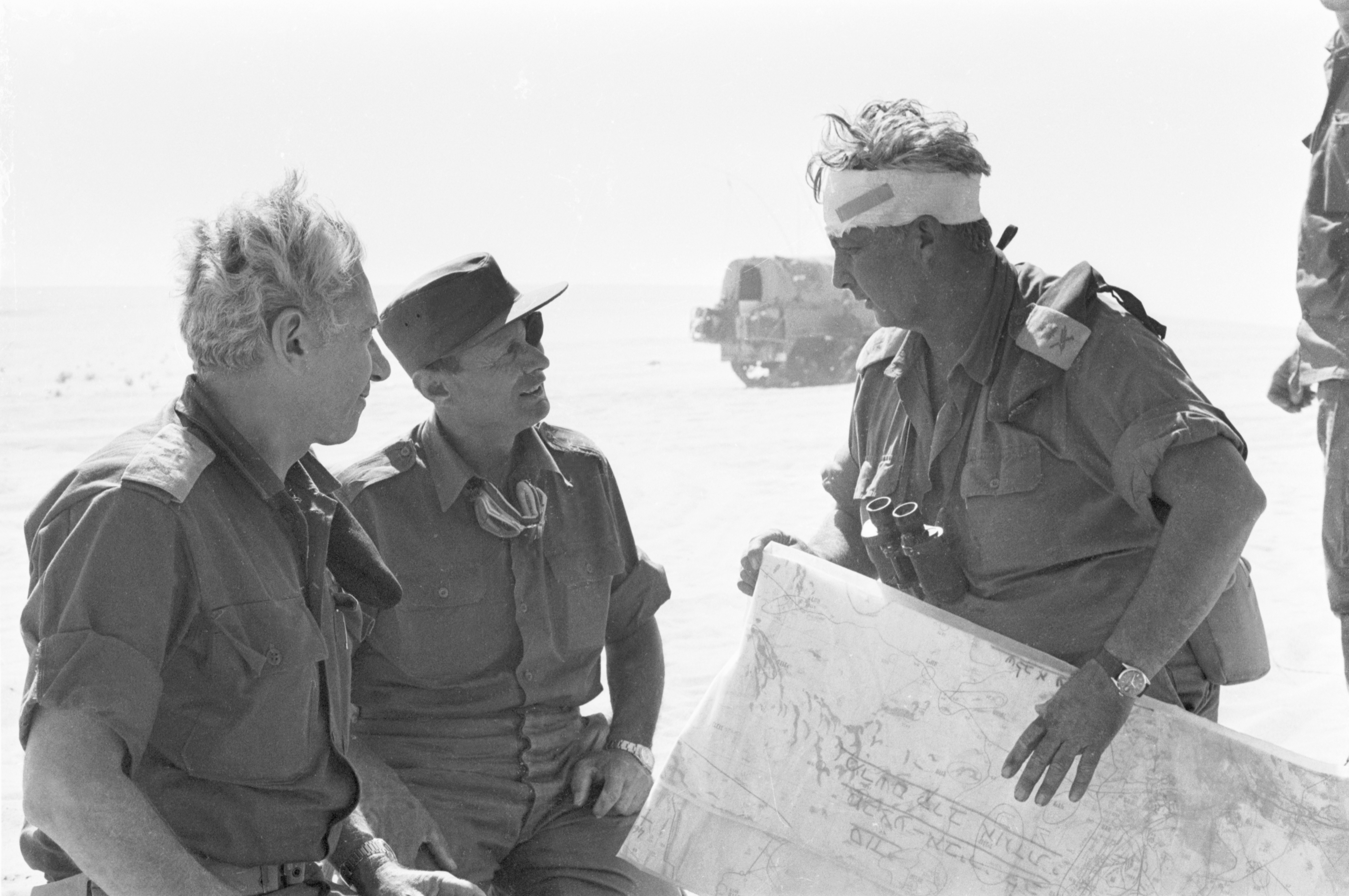
アビレイ・レブ作戦の地図を携えた、イスラエル軍第143機甲師団の指揮官アリエル・シャロン少将（右）。中央はモーシェ・ダヤン国防相、左がハイム・バーレブ中将。（1973年）

10月18日の朝、イスラエル軍空挺部隊は北に向けた最初の進撃を開始した。シャロンはこの方面に向けた攻勢を発動する許可を未だ得ていなかったにも関わらず、攻撃を命令した。ハーフトラックに搭乗した1個中隊が先鋒を担い、イスラエル軍の大隊がセラベウム方面へと進んだ。村落はこの折には第73サーカ大隊下の1個中隊が占拠しており、防衛側は損失の埋め合わせとして1個小隊の増援を受領していた。イスラエル軍は街に接近するにつれて銃火を浴び始めたが、大隊指揮官は前進を決めた。村落に入った彼らは激しい抵抗に遭遇し、先頭のハーフトラックが孤立した。中隊指揮官のアサ・カドモニ大尉を含む14名が、家屋の一軒へ難を逃れることに成功した。カドモニはいくつかの接近路に対応できる位置を取り、他の者たちから渡された弾薬でもってエジプト兵と10メートル（33フィート）から15メートル（49フィート）の距離で交戦し、相手の位置をLAW対戦車ロケットで攻撃して、3時間以上に渡り自らの位置を守った。イスラエル軍がエジプト軍からの圧力の中で撤退する前に、機甲戦力を伴った他の空挺部隊が合流と彼らの収容に成功した。空挺部隊はこの攻撃で11名の戦死者、27名の戦傷者を被った。カドモニはこの日の行動で武勇記章を授与されることとなる。
サーカ大隊の別の中隊が、アブ・スルタンのすぐ北の陣地を占めていた。10月17日から18日にかけての夜間に後退の命令を受けたにも関わらず、エジプト軍は数において大きく劣っており、また戦闘の激しさが陣地からの撤退を妨げていた。ゆえにアリ・ヘイカルはサーカ中隊の陣地をも含む当地域へ砲撃弾幕を張るように命じ、はずみで友軍砲火による死傷者を出すことになった。砲撃が止んだ後しばらくして、イスラエル軍空挺部隊が朝に攻撃を仕掛け、白兵戦をも含む苛烈な戦闘が後に続いた。両陣営が大きな損害を被ったものの、サーカ部隊は陣地を護った。夜には双方の中隊が後退した。第73サーカ大隊は10月18日の戦闘を通じて11名の士官を含む85名の死傷者を出し、ゆえに再編成のために引き揚げられた。
この朝、アズミイのエジプト軍空挺部隊は目標に向けて南下し、比較的容易に到達した。第89空挺大隊はジェベル・マリアムと揚水施設の間にある5箇所の拠点を全て占拠した。指揮官は最南端の拠点に配下の戦力を集中させる代わりに、5箇所の拠点で戦力を均等に分割する誤りを犯した。しかしながら空挺部隊員は揚水施設の擁壁からデベルゾアルのイスラエル軍浮き橋を明瞭に視認でき、橋に向けられている砲撃を修正した。第2軍の砲兵部隊は翌日までほとんど間断なく砲撃を続行し、時に橋への直撃を記録した。エジプト軍の橋に対する砲撃は、戦争の終結までイスラエル軍に大きな損害を与えることとなる。
エジプト軍砲撃の着弾の正確さがイスラエル軍への警告となり、そちらは揚水施設の拠点を機甲部隊でもって攻撃し、占拠した。反撃のために戦力を集中させるのではなく、エジプト軍大隊指揮官は再確保のための反撃に、当初から拠点に割り当てられていた部隊のみを用い、戦力不足により必然的な失敗を喫した。その間に第81空挺大隊はセラベウムに到着して、主に鉄道駅の南側の拠点、イスラエル軍がオーカと呼んだ丘に防御を構築した。現時点で、この2個空挺大隊のみがシャロンの師団とイスマイリア運河の間に位置していた。

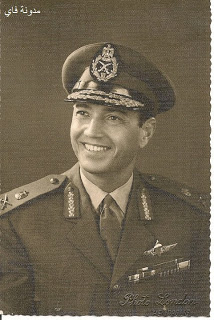
ヨム・キプール戦争時のエジプト軍参謀総長、サード・エル・シャズリ中将。

この日の午後の間に、エジプト軍参謀総長サード・エル・シャズリがサダト大統領の要請を受けて、イスマイリアの第2軍司令部に到着した。シャズリは状況の評価と、またイスラエル軍の進攻に反撃する計画のために、カリルと共同作業を行うことを求めた。第15機甲旅団を東岸から撤退させて、イスマイリア北部に予備戦力として保持し、また東岸のエジプト軍部隊には南方へ攻撃を仕掛けさせて、イスラエル軍の運河に至る回廊を寸断するか、あるいは少なくとも狭めるとの点で彼らは合意した。その間にアズミイの旅団はイスマイリア運河の南側地域の防衛を続行し、追加のサーカ部隊が参画するとした。シャズリはまた、対戦車兵器にまつわる重大問題を解決した。アズミイの旅団は対戦車兵器をほとんど完全に欠いていた。AT-3・サガーやRPG-7を装備した対戦車誘導ミサイル（ATGM: Anti-Tank Guided Missile）大隊を外されており、そちらは当初の攻勢を援護するため東岸に派遣されていたのであった。当の大隊、そして第118歩兵旅団に属する第2の隊が、今や10月18日にかけて東岸から引き揚げられて、原部隊へ戻された。サダト大統領と国防相アフマド・イスマイルからの、東岸からいかなる部隊も引き揚げてはならないとする直接命令に背くものであったので、シャズリとカリルはこのような命令をどちらかと言えば秘密裏に発した。しかしながら、決定されたいくつかの措置は実行されなかった。

### 第2日（10月19日）
アムノン・レシェフの機甲旅団がこの朝に渡河作業を終え、シャロンの師団がちょうどイスマイリア方面への攻勢を開始するため、実際の許可を得た頃に合流した。一方でエジプト軍第85空挺大隊はインシャス基地で再編成を終えてイスマイリアに戻り、再びアズミイの指揮下に入っていた。第129サーカ部隊は再編成のためイスマイリアの北のアブ・スウェイルへ引き揚げ、ヘイカルはまた配下部隊の新たな作戦区域と、そして上流橋、また橋と一体化して決定的な重要なカイロ・イスマイリア間の砂漠街道を防衛するという目標を知らされた。
シャロンはマットへ、エジプト軍第81大隊の空挺部隊員が防御陣地を占めているセラベウムに向けた、北方面への再進撃を命じた。攻撃はまたも失敗し、そこでシャロンは今度はレシェフをマットの左側面へと送り出した。およそ30輌の戦車と機械化歩兵からなる1個大隊を用いて、レシェフはその優勢な機動性を利用し、エジプト軍陣地の側面を突いた。塹壕では激しい白兵戦が起き、追加の部隊がオーカの拠点に対して送り込まれた。午後には空挺部隊員が防御陣地を突破された旨を報告し、彼らはその後にセラベウムでスイートウォーター運河を渡す各橋を爆破しておいて撤退した。イスラエル軍はこの地域のエジプト軍各拠点を占拠し、オーカ丘陵にエジプト軍の大規模な無線傍受施設が存在することを発見した。オーカの奪取は当地区におけるエジプト軍防衛の崩壊を引き起こした。空挺部隊は5キロ北方のアイン・ガシン村落へと後退し、アズミイは第89空挺大隊へ、セラベウムの防塁を放棄して、隣接するトウスカンの陣地へと撤退するように命じた。それらはイスラエル軍に占拠され、彼らの方は運河向こうのエジプト軍拠点への砲撃のために用いた。エジプト軍はトウスカンで慌ただしく防御を構築した。この新たな防衛線は、イスマイリアの南方わずか12キロ程度であった。

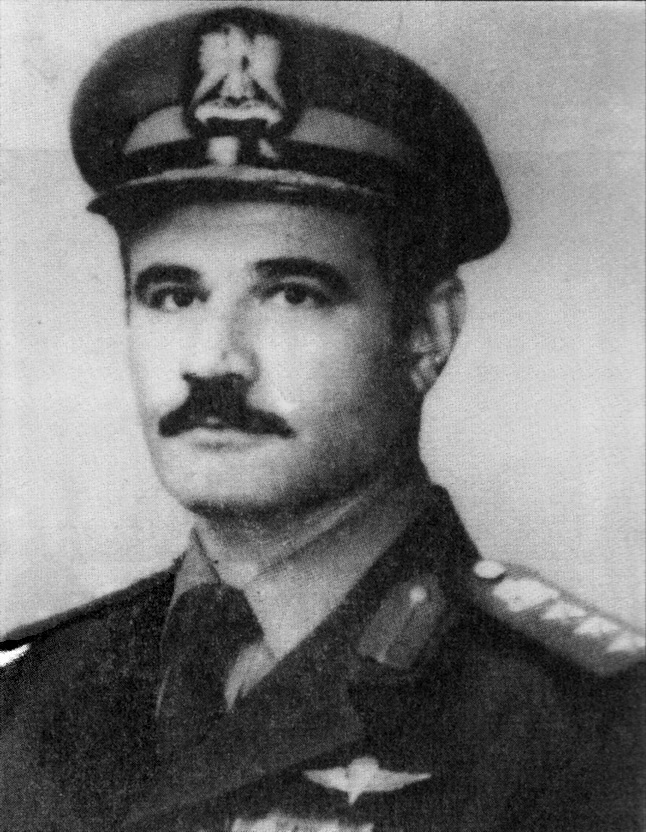
エジプト軍第139サーカ部隊の指揮官、オサマ・イブラヒム大佐。

一方でカイロのエジプト軍総司令部（GHQ）は、第139サーカ部隊の2個大隊をイスマイリアへ送った。彼らはデベルゾアルに至るまでのイスラエル軍戦力を殲滅し、スエズ運河を渡すイスラエル軍の各橋を破壊するという目標を与えられていた。そのために潜水工作員の1隊が配属されており、部隊は機甲戦力や重火器を保有せず、唯一の移動手段は大型の軍用トラック群であった。GHQは計画立案に全く第2軍司令部を関与させず、実際のところ10月19日の朝になってようやく第2軍に作戦を知らせたもので、その折にはサーカ部隊が既にカイロからイスマイリアへの移動を開始していた。これが第2軍司令部を懸念させ、カリルは軍の憲兵隊に、第139サーカ部隊の搭乗車列をアブ・スウェイルで停止させて、指揮官のオサマ・イブラヒム大佐をイスマイリアの自らの司令部へ赴かせるように命じた。イブラヒムは午後に到着し、カリルそしてシャズリと会見した。構想はしえても達成は不可能であり、当時のGHQの混乱状態を示すものであったイブラヒムの目標を知り、両人は衝撃を受けた。カリルは作戦全体を取り消し、次いでイブラヒムはGHQに、自らへの新たな命令を知らせた。真夜中に彼は再びカリルの司令部へ姿を見せ、そこでGHQからの返答を知らされた。イブラヒムは当初の作戦を遂行することとなった。

### 第3日・第4日（10月20日・21日）

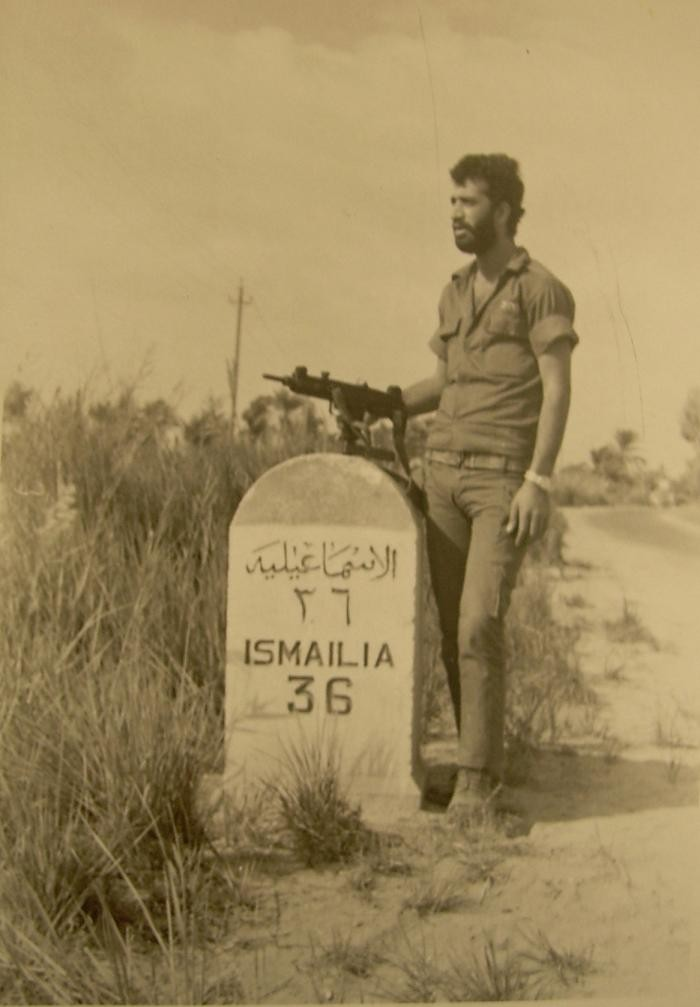
UZI短機関銃を携えたイスラエル軍兵士が、イスマイリアに通ずる道路脇に立つ。（1973年）

10月20日の日の出に始まって、イスラエル空軍は日中に渡り、イスマイリアと近隣のアル・ガラア陸軍基地、そしてジェベル・マリアムを目標とする航空攻撃を仕掛けた。進撃する地上戦力への近接航空支援も併せて行われた。イスラエル軍航空機はエジプト軍部隊の士気を挫くため、時限信管を装着した兵器とまたナパーム弾をも使用した。シャズリはこの午後にイスマイリアを離れてカイロへ戻り、そこでGHQに対して、軍の情勢に関する厳然たる評価を示した。西岸におけるイスラエル軍の脅威に対抗するため、機甲戦力を撤退させるという彼の勧告は深刻な指揮系統の危機を創出し、結局のところ撤退がなされることはなかった。
シャロンはこの日、配下師団の攻撃を再開し、3個旅団の前衛をもってセラベウムから北へ向かい、マットが右翼、エレツが中央、レシェフが左翼を担った。進撃は東のスエズ運河、そして西のスイートウォーター運河の間の全域に跨るものであった。夜明けにトウスカンとアイン・ガシンの双方が攻撃に晒された。第89空挺大隊は、優勢なイスラエル軍の機甲・機械化部隊によって追い詰められていたトウスカンの拠点に全戦力を集中させていた。アズミイは第2軍司令部に状況を伝え、近傍のスイートウォーター運河上の橋を爆破し、また進撃するイスラエル軍に対して地域に氾濫を起こす許可を求めた。しかし、当の運河はスエズ市に至る経路上のあらゆる市民にとって死活的な飲料水源であったことから、カリルはそのように行わないよう厳重に命令を発した。だが空挺部隊にとって状況は悪化し、じきにアズミイは橋を破壊させ、また近傍の灌漑用運河の数区域を破壊して、地域全体に氾濫を起こし、イスラエル軍戦車をその車体に至るまで泥水の中に沈めさせた。これでマットの旅団の空挺部隊員が代わって中央部分の進撃の先鋒となり、各機甲旅団は配下の機械化歩兵を徒歩で前進させざるを得なくなった。トウスカンの陣地は引き続き激しい航空攻撃と砲撃の下にあり、正午には包囲されていた。戦死と戦傷による損失で、大隊における未だ戦闘可能な空挺部隊員はおよそ120名であった。
一方で第81空挺大隊は、午後まではアイン・ガシンを保持することができ、その後にネフィシャへと後退した。再編成された第85空挺大隊についてはジェベル・マリアム、ヘネイダック、トウスカンを占拠する命令が下された。大隊の指揮官モンシフ中佐は偵察の間に、トウスカンが大規模なイスラエル軍部隊による包囲の下にあって激しい砲火を浴びていることを知り、配下大隊の防衛をジェベル・マリアムとヘネイダックのみに限り、2個空挺中隊を擁する大隊の主力で前者を占拠し、ヘネイダックには単独の空挺中隊を据えた。
第139サーカ部隊はGHQから作戦への確認を受け、日没時にイスマイリアから南方へ移動を開始した。両大隊が縦列を組んで進み、それぞれが先鋒として1個中隊を先行させた。イブラヒム大佐は4個の巡視隊を偵察のため先に送り出し、戻ってきたのは1隊のみであった。その他は作戦行動中行方不明と判断された。サーカの一団が南へ進むにつれて、彼らはイスラエル軍に圧されて北に後退してくる第81と第89空挺大隊のエジプト軍空挺部隊員に出会った。部隊がアイン・ガシンに接近すると、彼らはイスラエル軍部隊の待ち伏せ攻撃を受けた。輸送機関の数台に直撃を受けた後に先鋒がイスラエル軍と交戦し、激しい銃撃戦となった。兵士たちは車両から降りて、近くの農園や果樹園に退避した。車両や輸送機関は大いに際どいところで引き返し、サーカ部隊の全体がじきに、それ自体がイスマイリアからおよそ3キロほど南にあるアブ・アトワ村落の南にある拠点へと後退し始めた。イブラヒムは砲兵部隊の援護を要請したが、イスラエル兵が彼の無線連絡網を妨害し割って入り、アラビア語でもって彼と会話した。これが代わりに、イスラエル軍砲兵部隊から彼の部隊への砲撃に繋がった。もっとも、マンゴーの樹が稠密に生い茂っており砲弾の加害半径を最小限とし、破片に対する防護を提供したので、エジプト軍はほとんど損害を出さなかった。

#### イスマイリア運河への後退

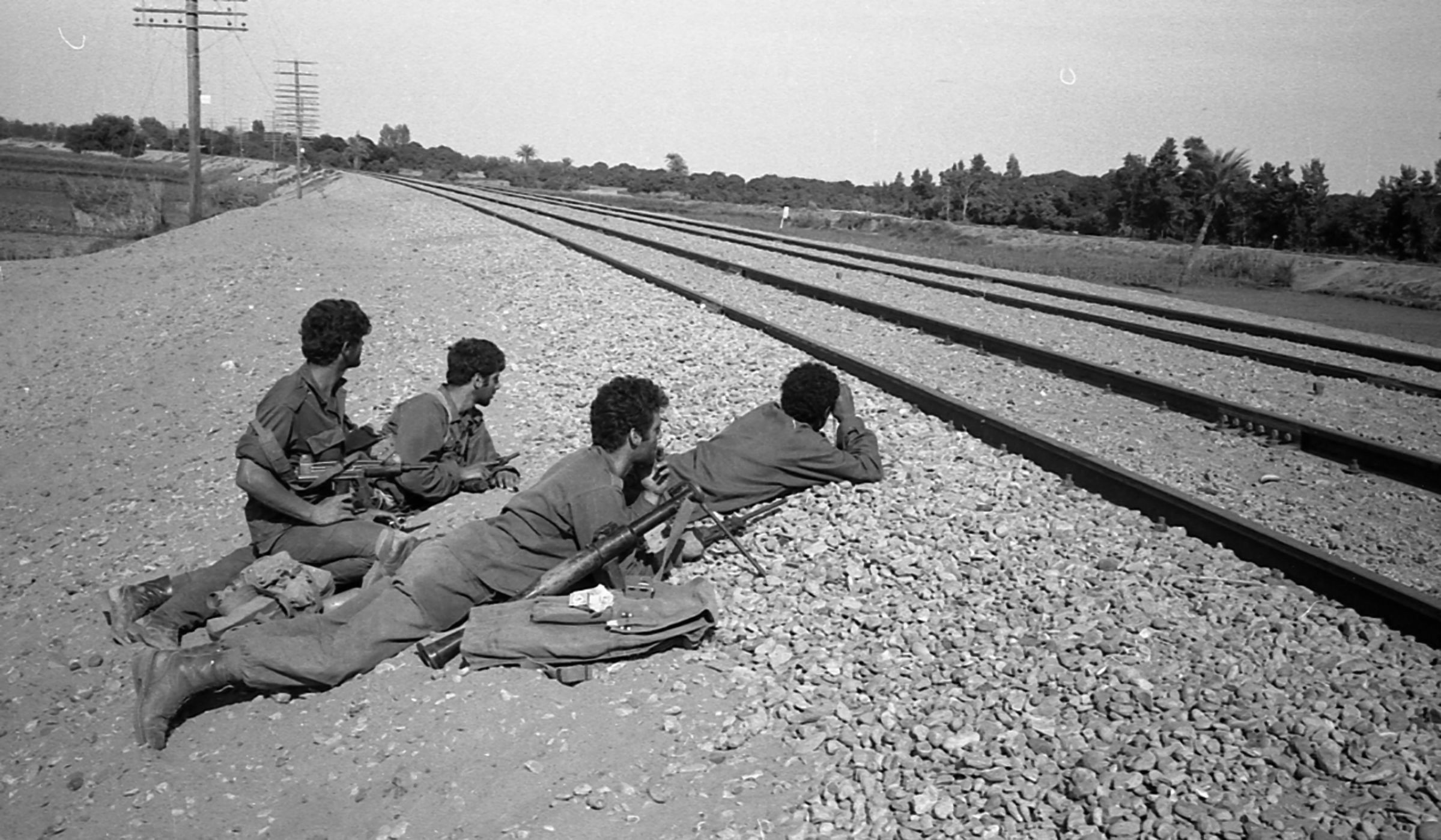
エジプト軍のサーカ部隊と対峙するイスラエル軍兵士。一人がソビエト製RPG-7を脇に置いている。（1973年）

その間にヘイカルはイブラヒムと連絡を取ることに成功し、命令変更のためイスマイリアの司令部に来るように求め、彼の方は真夜中過ぎに程なくして到着した。カリルは長々と引き延ばされたやり取りの後に、作戦を中断して第139サーカ部隊を自らの指揮下に置き、精鋭部隊を自滅的な作戦で犠牲にする代わりにイスマイリアの防衛を固めるため援護させることをGHQに納得させており、GHQは遂に不承不承ながら応じた。そこでイブラヒムは、アブ・アトワとネフィシャを占拠して防衛する任務を受けた。彼は配下部隊を再編し、両村落をそれぞれ1個大隊でもって、10月21日の夜明けまでに占拠した。
総崩れの間際であったにも関わらず、サーカ部隊とまた第85大隊の空挺部隊員の参画が、実際のところはエジプト軍の防衛を増強してイスラエル軍の攻撃を撃退する助けとなった。戦闘はティムサーハ湖の南部で一進一退となり、接戦の形で続いたが、10月20日の日暮れまでにイスラエル軍は進捗を達成せず、エジプト軍空挺部隊員はトウスカンを頑強に押さえていた。トレヴァー・N・デュピュイによれば、この頃までにイスラエル軍の砲撃がカイロ・イスマイリア間の主道路を使用不能としていた。
トウスカンへのイスラエル軍砲撃の激しさで、アズミイは夜の間に第89空挺大隊との連絡を失った。10月21日の朝、イスラエル軍は再び攻撃を行い、空挺部隊は再び攻撃を跳ね返しおおせて、その後に後退した。夕暮れには大隊はトウスカンの拠点を放棄しており、北方への退却に漕ぎつけた。アズミイは第81と第89空挺大隊をイスマイリア競技場まで退かせて、そこで彼らは再編成を受けることとなった。イスラエル軍はこの日の夜明けに機甲戦力と歩兵を用い、航空・砲撃支援を得てヘネイダックをも攻撃し、正午前に陣地を奪取した。当地の空挺中隊は北方へ後退し、今や第182空挺旅団が占める唯一の防御陣地であり、イスマイリアの前にあるスエズ運河沿いの最後の陣地であったジェベル・マリアムで、第85空挺大隊のその他と合流した。

#### イスラエル軍司令部の争い

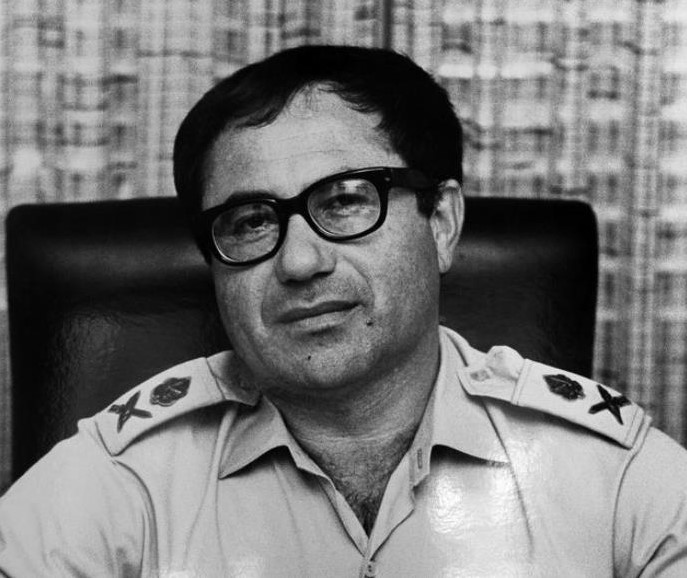
ヨム・キプール戦争の序盤にイスラエル南部方面軍の司令をバーレブ中将へ譲ったものの、引き続き司令部に留まった、シミュエル・ゴネン少将。

この間にシミュエル・ゴネン少将とハイム・バーレブ中将、イスラエル南部方面軍の指揮官連にしてシャロンの上官が、イスラエル軍橋頭堡に至る回廊を拡大するため東岸に部隊を派遣するようにシャロンを急き立て続け、シャロンは攻撃の必要性がないと主張して、命令を繰り返して無視していた。ゴネンは遂に、軍を東岸に移動させて回廊拡大のため本格的な規模の攻撃を行うよう、シャロンへ決定的な命令を発した。シャロンは攻撃を開始する任務に就いていた東岸の機甲旅団へ、増援として5輌の戦車を送ったのみであった。結果としてイスラエル軍は大損害を被り、強襲は撃退された。ゴネンとバーレブに今やダビッド・エラザール中将が加わり、次はレシェフの旅団を移動させて、攻撃を再開するようにシャロンに命令した。シャロンはしかしこれに反対して、自分が自らの任務に成功を収めればエジプト第2軍は崩壊し、そこでイスラエル軍の回廊や橋頭堡に対するエジプト軍のいかなる脅威も除かれると論じた。南部方面軍司令部の躊躇がなければ、自分は今頃までにはイスマイリアを包囲できていたと主張して切り返した。上官連が頑強に主張を続けると、シャロンは指揮系統を迂回してモーシェ・ダヤン国防相に連絡を取り、そちらは東岸におけるこれ以上の攻撃を止めさせた。結果として、シャロンは自らの注意と、また配下の3個旅団の働きを、イスマイリア奪取に向けた最後の一押しに集中できることとなる。

### 第5日（10月22日）

#### エジプト軍の準備

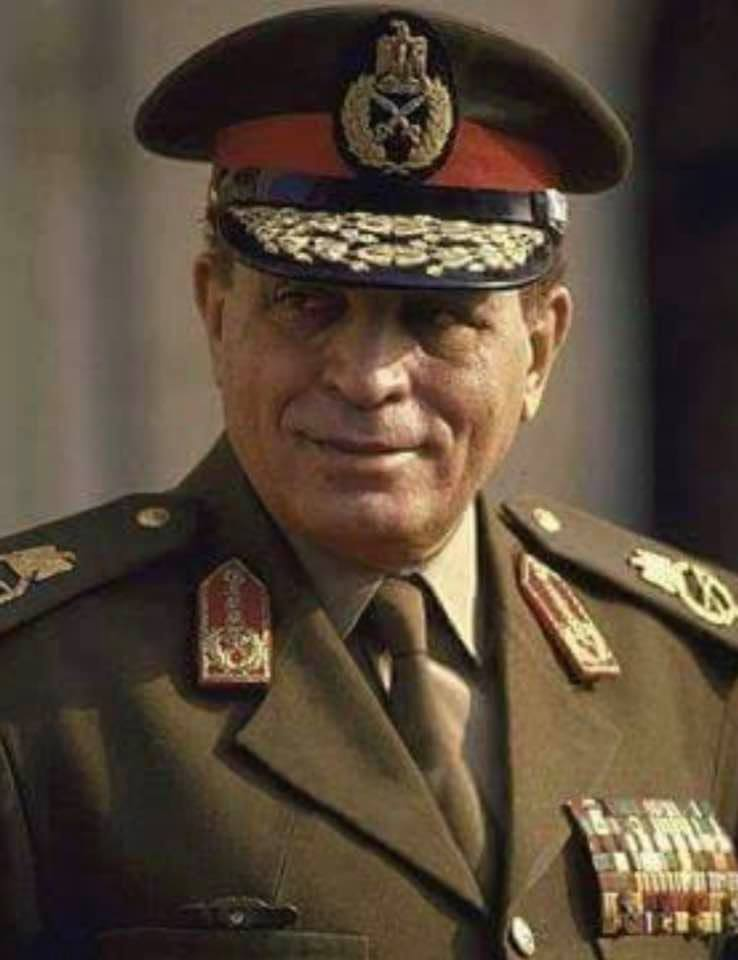
エジプト第2軍の砲兵部隊の指揮官、アブドゥル・ハリム・アブ・ガザラ准将。

エジプト軍部隊が最終防衛線に就く中で、カリルはイスラエル軍のイスマイリア渡河を妨げることに注力した。このために、様々な砲兵部隊からの大規模な砲撃能力を集中させた。第2軍の砲兵部隊指揮官アブドゥル・ハリム・アブ・ガザラ准将はイスラエル軍の渡河を受け、イスマイリア運河北部の砲撃陣地の10個砲兵大隊を中心とした再編成をしおおせて、スエズ運河東岸のエジプト軍部隊から師団下の砲兵部隊――さらなる8個大隊を組み入れていた。こうしてアブ・ガザラは、一度の砲撃に際して合計でおよそ280門の野砲を組み入れた12個から16個大隊を、その手中で利用できるようになっていた。彼はまた対戦車防御をも組織し、8機のサガー発射装置を最東端の上流橋に据えつけ、サガー発射装置を備えた6両のBRDM（装甲偵察車両）を配置した。
第118機械化歩兵旅団はイスマイリア運河の橋を抑える拠点に割り当てられ、市と近傍のアル・ガラア陸軍基地を防衛することとなっていた。第85空挺大隊はカリルから「ジェベル・マリアムを最後の一弾、最後の一兵に至るまで守る」という、イスマイリア自体や市への主な接近路を見晴らしている死活的な重要性と優位性に則った、直接の命令を受けた。第2軍の支援砲兵部隊に加えて、第182空挺旅団の120ミリ迫撃砲大隊が18門の迫撃砲を携えてジェベル・マリアムの空挺部隊に加わり、その火力を目覚ましく向上させていた。第139サーカ部隊については、その2個大隊がアブ・アトワとネフィシャを占拠し、ネフィシャの大隊配下の1個中隊が予備戦力として留め置かれた。防衛準備の中でサーカ部隊は、膨大な数の市民、主として農民が可能な限りの所有物や家畜を伴って北方へと退避し、散らばって各道路を塞ぐさまに直面した。

#### イスラエル軍の最終攻撃

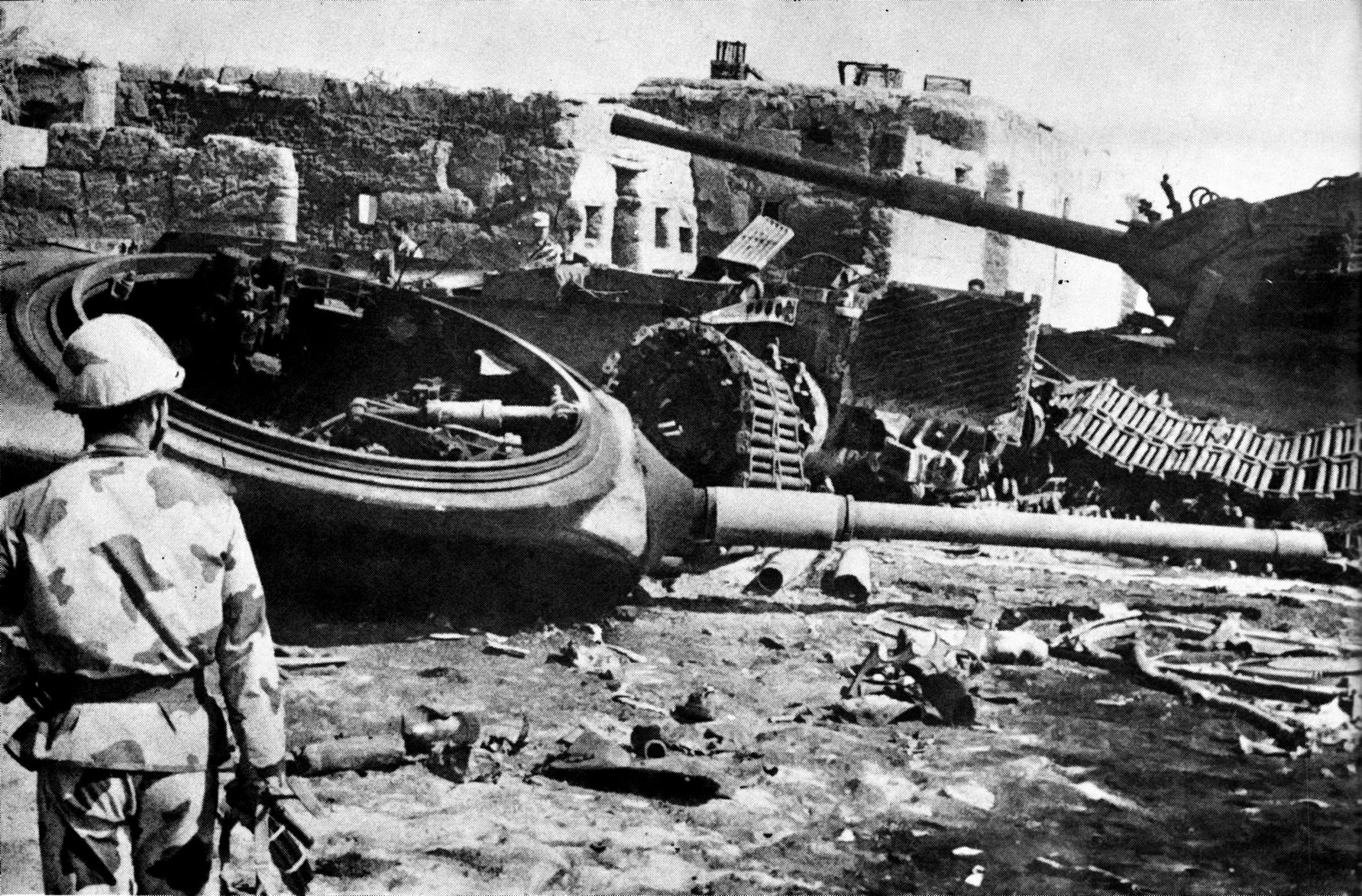
イスマイリア近くのアブ・アトワ村落で、エジプト軍のサーカ部隊員が撃破されたイスラエル軍の戦車を眺める。（1973年）

10月21日から22日にかけての夜を通じて、エジプト軍が集結させた大規模な砲兵部隊がイスラエル軍を悩ませ始めた。エジプト軍は、特にセラベウムやアイン・ガシンにおける攻撃のための司令所や戦車の集結地域、また見込まれる攻撃経路を割り出しており、イスラエル軍による攻撃の最中に圧倒的な支援砲撃を続けた。朝にイスラエル軍航空機がエジプト軍拠点への攻撃をジェベル・マリアム、アブ・アトワ、ネフィシャ、アル・ガラア基地に集中して行い、正午にはイスマイリアのアブ・ガモース橋を破壊した。この折に機甲戦力と歩兵からなる中隊規模の部隊が上流橋とネフィシャの橋に向けて進んだものの、サガー・ミサイルで撃退された。
10時頃にイスラエル軍は攻撃を再開し、ジェベル・マリアム、アブ・アトワ、ネフィシャの方面へ進んだ。ジェベル・マリアムの空挺部隊は激しい戦闘を行ったが、陣地の優位性で午後遅くには攻撃を退けることができた。一方で、イスラエル軍は野砲と迫撃砲の火力をアブ・アトワとネフィシャのサーカ部隊の拠点に集中させた。正午に先鋒のイスラエル軍部隊がサーカの偵察部隊と交戦し、イスラエル軍は2輌の戦車と1台のハーフトラックを失った。13時、イスラエル軍の1個空挺中隊が先行する前方偵察を行わずにアブ・アトワを攻撃し、待ち伏せを受けて殲滅された。空挺部隊が50名以上の死傷者を喫し、4輌の戦車を失った後に、攻撃は止んだ。
同時に、戦車の2個中隊と機械化歩兵が近接航空支援を受けてネフィシャを攻撃した。ネフィシャを受け持つエジプト軍コマンド大隊は、非常な近距離にまで迫り、長引いた激戦の末に攻撃を撃退しおおせた。イスラエル軍は3輌の戦車、2台のハーフトラックと多数の人員を失った。ネフィシャのサーカ部隊については、4名の士官を含む24名のコマンド部隊員を失い、3名の士官を含む42名が負傷した。エドガー・オバランスは、午後の間に行われたサーカ部隊からの反撃が、シャロンの部隊の一部をスイートウォーター運河運河沿いに押し返したと言及する。イスラエル軍の攻撃は、全くの完敗を喫した。

## その後

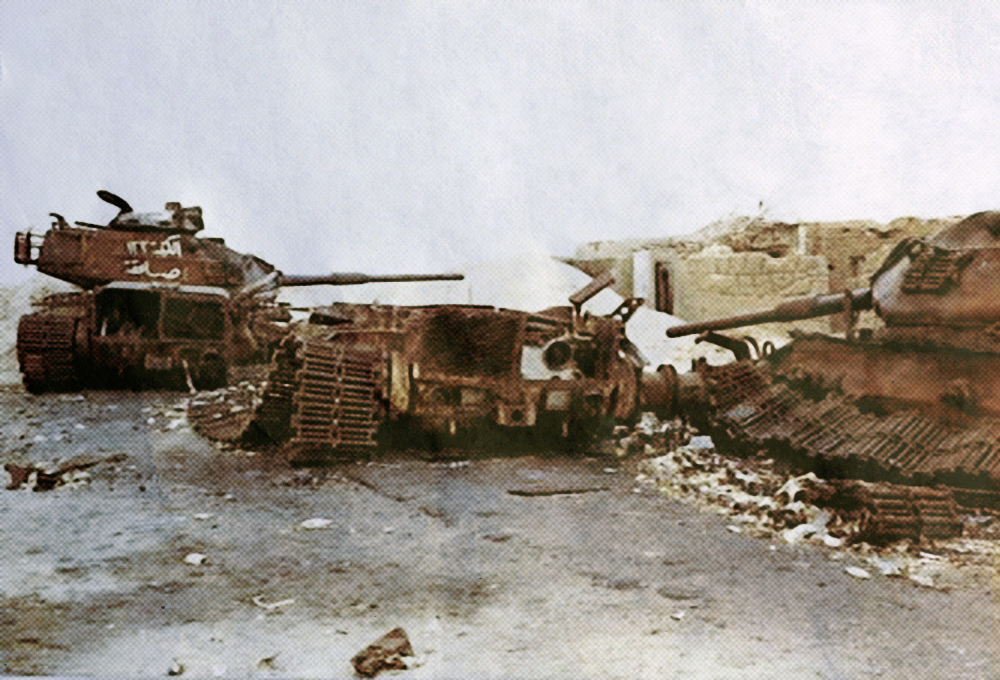
アブ・アトワ村落に残された、イスラエル軍戦車。（1973年）

夕暮れ時、国際連合安全保障理事会の決議第338号が18時52分に発効し、停戦が実施されて戦いを終了させた。多数のイスラエル軍の負傷者がなお戦場にいた。シャロンは負傷者を退避させるためヘリコプターを要請したものの、暗くなっており戦場近くへのヘリコプターの着陸は危険すぎるとして、バーレブは否定的な返答を行った。いずれにしてもイスラエル軍は負傷者を戦場から連れ出すために働き、負傷者の大半が遂に退避するまで、救出作戦にはおよそ4時間がかけられた。日の出が到来するとイスラエル軍空挺部隊とエジプト軍サーカ部隊は、時には彼らの陣地が20メートル以上は離れていなかったと知ったものの、停戦は遵守された。
エジプト軍の空挺部隊とコマンド部隊の連合戦力は、エジプトの戦場における総体的な状況が悪化を辿り、GHQが混乱状態にあった時期に戦術的・戦略的な勝利を達成してみせた。シャロンのイスマイリアに向けた進撃は食い止められ、第2軍の兵站線は保持された。
エジプト軍が市の防衛成功をその断固とした抵抗に帰する一方で、シャロンは戦後も、自らのイスマイリア奪取の失敗は、南部方面軍司令部の干渉に端を発したものであると主張し続けることとなる。シャロンは――イスラエルでは政治的対抗勢力の一員であった――政治的な争いが、自分のイスマイリア進攻に対する妨げとして働いたと力説した。シャロンは「リクード党の幹事が諸君とともにいる」と述べて、配下の者たちをしきりに激励していた。
イスラエル軍の攻撃を失速させるため、行うべからずという直接命令に違反してスイートウォーター運河上の橋を爆破するというイスマイル・アズミイの10月20日の決定は、停戦から3日後の10月25日、彼の解任に繋がった。10月18日の行動についてイスラエルの最高位軍事勲章を授けられたアサ・カドモニ大尉は、後に政府の防衛政策への抗議としてメダルを返還した。

### 停戦後の和解

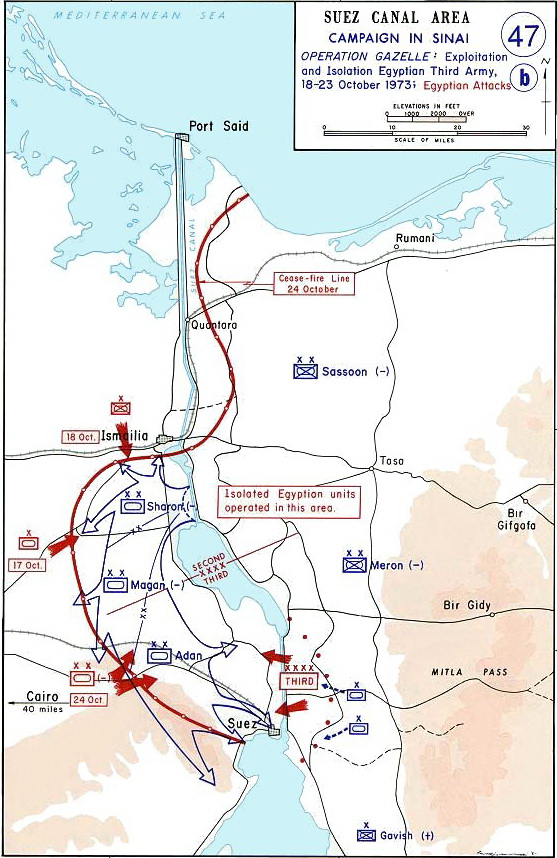
イスラエル軍のスエズ運河西岸侵攻と、エジプト軍の反撃を示した図。（アメリカ陸軍士官学校・史料部による）

イスラエルの報道記者アブラハム・ラビノヴィッチは自らのヨム・キプール戦争の記録において、数日間に渡って激しい戦闘に関与しながら、戦闘を生き延びたイスマイリア地区のエジプト軍とイスラエル軍の兵士は、最初の停戦が南方で崩壊して戦闘再開となった折でも、最初に和解した組であったと記している。10月23日の朝、ギデオン・シャミル大尉が指揮するイスラエル軍空挺中隊はイスマイリア運河近くに展開しており、シャミルはおそらく自らが前夜に交戦していた部隊の者であろうエジプト軍コマンド部隊員が、100メートルと離れていない果樹園の中に野営しているさまを眼にした。自らの地区でこれ以上の殺し合いが起きないことを確実にするべく、シャミルは配下に援護を指示しておいて、アラビア語を話す兵士1名を同道し、エジプト軍の不意をつかないように「停戦、平和」と叫びながらコマンド部隊の下へ赴いた。2名のイスラエル軍人が姿を見せるとコマンド部隊員は発砲を控え、間もなく自陣の中隊指揮官を呼び出して、当人は身元をアリ少佐と明かした。
両人とも銃撃を避け、両陣営がこれ以上に損害を出すことを避ける旨で合意した。アリはサダト大統領が停戦のみならず、イスラエルとの講和を望んでいると予想して、シャミルを驚かせさえした。続く日々に両陣営の兵士たちは、陣地間を片づけるために出向いては親しく交際した。近傍地区で銃撃が勃発すると、彼らはそれぞれの陣地に戻るのであった。当初はエジプト軍は夜間であれば発砲を行ったが、イスラエル軍は発砲を控え、間もなくエジプト軍もまた発砲を止めた。じきにコマンド部隊員と空挺部隊員は毎日のように会合し、コーヒーを飲み、バックギャモンやサッカーに興じ、個人的に知己を深め合うようになり、時には歌唱会（Kumzits）を催して、エジプト軍人は羊を殺し、イスラエル軍人は家宅から送られてきた食料の包みを提供した。エジプト軍人とイスラエル軍人がこの地で示した例は間もなく他の地区で模倣され、シャロンも自ら、実施された「地域的休戦」を見物するために到来したほどであった。ある折には、2名の士官がアリとともにシャミルに会うため来訪し、エジプトとイスラエルの関係がシャミルとアリの配下の関係に匹敵するものとなることを願っていると述べた。
ラビノヴィッチはこれについて記している。

## 注記

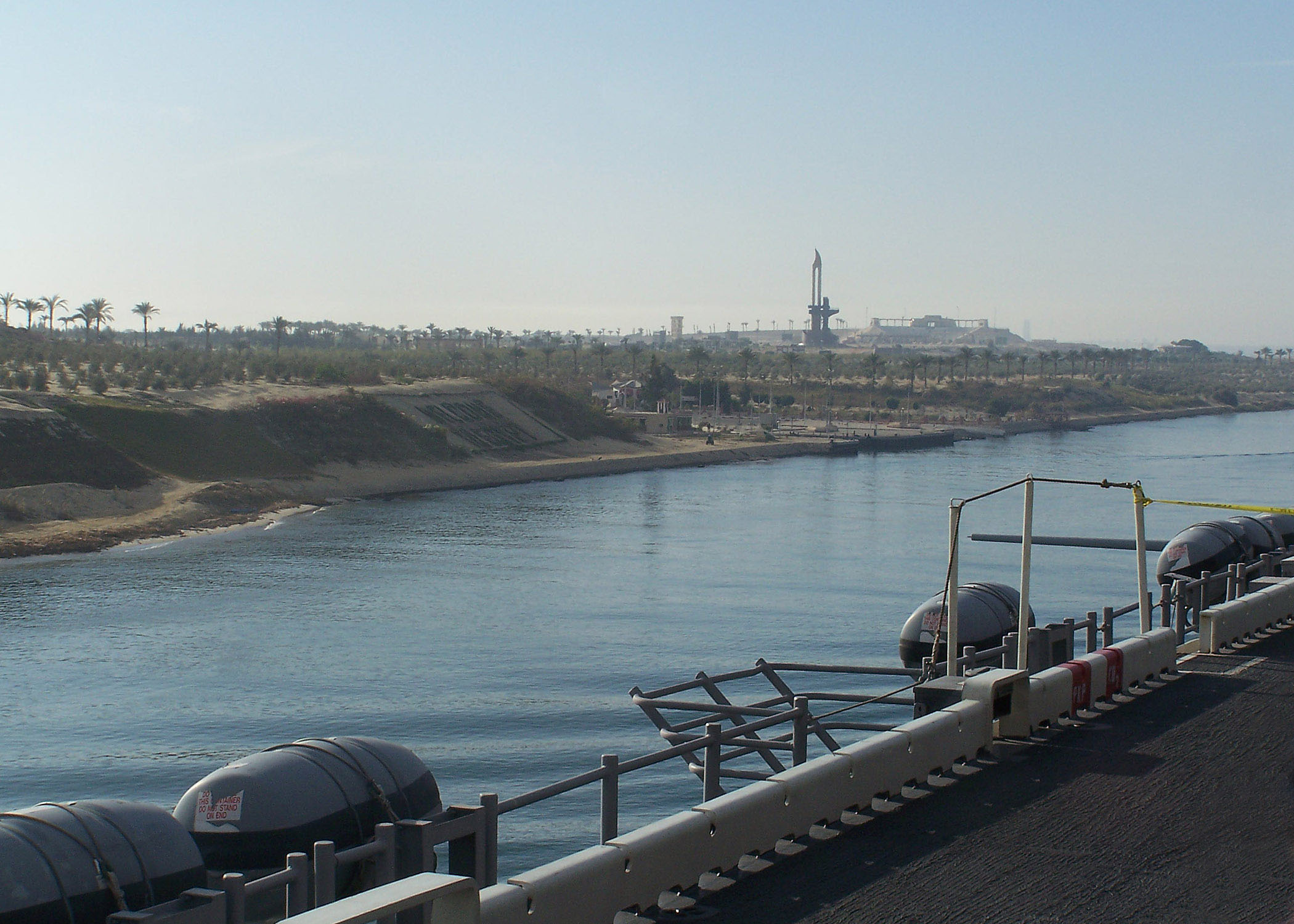
スエズ運河・ティムサーハ湖の東側に立つ、イスマイリア戦闘記念碑。銃剣を装着したAK-47自動小銃の銃口部を象ったコンクリート製の建造物で、北朝鮮がイスラエルに対抗してエジプトと連合したイスマイリアの戦いの死傷者を記念して、北朝鮮からエジプトへ寄贈された。（2005年）